# Sifo (Ailinginae)
Sifo (auch: Karoue-tō, Karowe Island) ist ein Motu des Ailinginae-Atolls der pazifischen Inselrepublik Marshallinseln.

## Geographie
Sifo liegt am Südwestende des Ailinginae-Atolls. Die Insel ist unbewohnt und seit dem Kernwaffentest der Bravo-Bombe atomar verseucht. Die nächste namhafte Insel im Osten ist Mogiri am südlichen Riffsaum. Im Norden liegt als eine von wenigen Inseln im nördlichen Riffsaum Bokonikaiaru.